# Tivanite
La tivanite è un minerale.